# Expo '98

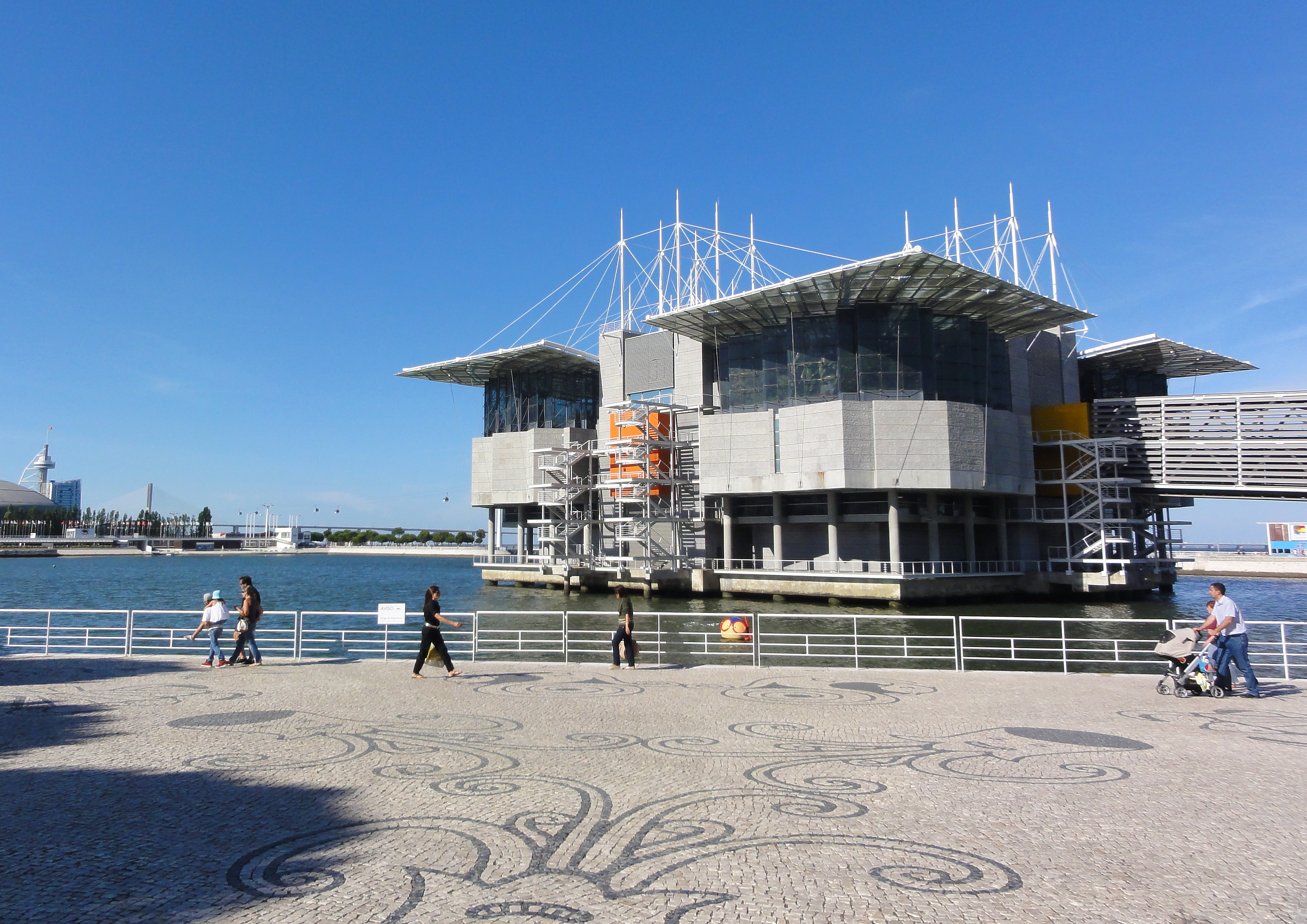
Oceans Pavilion, nu het Oceanário de Lisboa

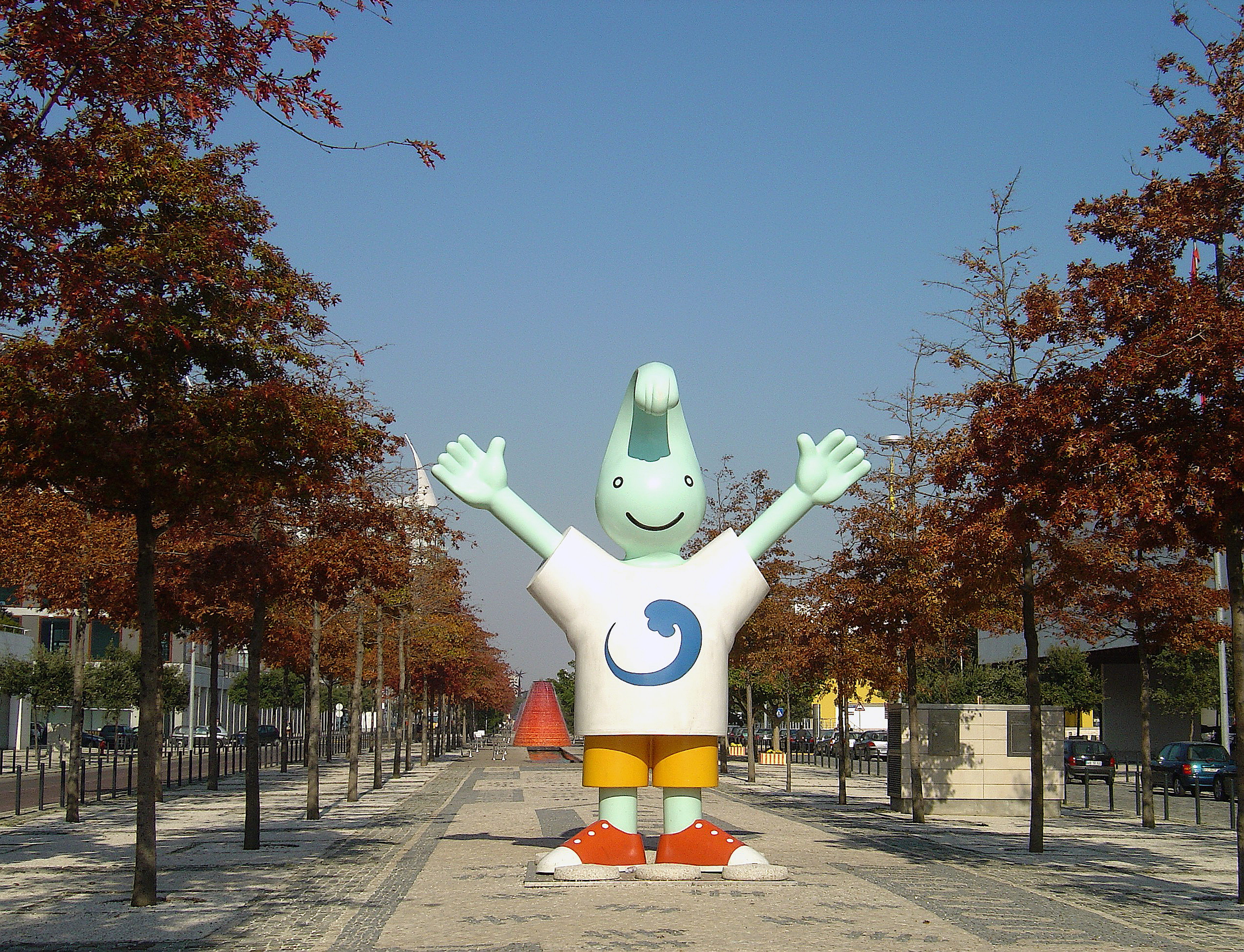
Mascotte "Gil"

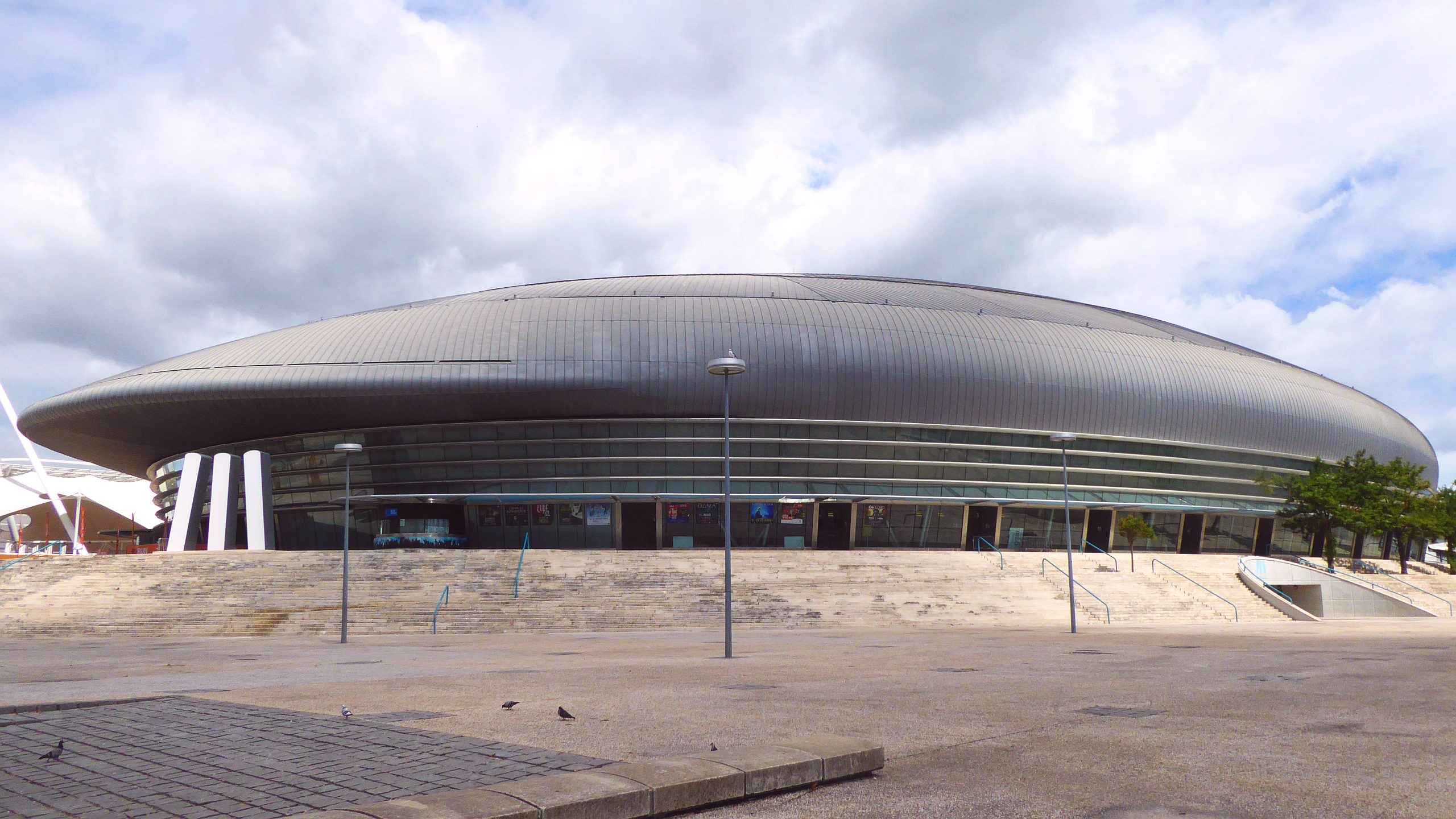
EXPO 98 Atlantico-Pavillon in het Parque das Nações, nu congrescentrum

Expo '98 (volledige naam 1998 Lisbon Gespecialiseerde Tentoonstelling) was een wereldtentoonstelling die van 22 mei t/m 30 september 1998 werd gehouden in Lissabon, Portugal. Het thema van de tentoonstelling was "De Oceanen, een erfgoed voor de toekomst." Dit ter viering van 500 jaar aan Portugese ontdekkingen.
De tentoonstelling trok zo’n 11 miljoen bezoekers in 132 dagen. 155 landen en organisaties waren er vertegenwoordigd.

## Organisatie
Het idee voor een wereldtentoonstelling in Portugal ontstond al in 1989 tussen António Taurino Mega Ferreira en Vasco Graça Moura. Zij hadden beiden de taak iets te organiseren ter viering van de 500e verjaardag van Vasco da Gama’s aankomst in India in 1498.
Nadat de overheid goedkeuring gaf voor de tentoonstelling, legde Ferreira het plan voor aan het Bureau International des Expositions. Deze wees in 1992 Lissabon aan als plaats voor de Expo ’98. Daarmee versloeg Lissabon zijn rivaal Toronto.
De eerste commissioner voor Expo '98 was António Cardoso e Cunha. Hij werd in 1997 vervangen door José de Melo Torres Campos.
Het gebied dat werd uitgekozen voor de tentoonstelling was een 5 kilometer brede strook land van 50 hectare, ten oosten van Lissabon en langs de oever van de Taag.
Expo '98 werd vanuit het niets opgebouwd. Elk gebouw dat voor de tentoonstelling werd gebouwd werd nog voor aanvang van de tentoonstelling al verkocht voor latere doeleinden, zodat na de tentoonstelling het terrein niet in verval zou raken. Om de enorme stroom bezoekers te verwerken werd het transport in en rond Lissabon aangepakt. Zo werd de Vasco da Gama-brug gebouwd, kreeg de Metro van Lissabon een nieuwe lijn met zeven stations, en werd er een nieuw station genaamd Gare do Oriente gebouwd voor onder andere treinen, metro, bussen en taxi’s.

## De tentoonstelling
Expo '98 werd officieel geopend op 22 mei 1998. Er waren 141 landen en 14 internationale organisaties vertegenwoordigd in individuele paviljoenen.
De paviljoenen waren ingericht naar verschillende thema’s zoals water, zeekennis, virtual reality, toekomst en oceanen. Enkele van de exposities waren: "Leonardo da Vinci@expo98 - La Dinamica dell'Acqua", "Roads of the Porcelain", en "Shells and Man".
Overige attracties waren: een utopie-paviljoen voor 15.000 mensen met daarin een theatervoorstelling, het Camõestheater, zee-exposities, De Garcia de Orta tropische tuinen, het Swatch Pavilion, "Wereld van Coca-Cola" expositie, Expo Adrenalin, een 145 meter hoge observatietoren Torre Vasco da Gama en een nachtelijke watershow. Op de tentoonstelling werden 5000 muzikale voorstellingen en theatershows opgevoerd, zowel in de openlucht als binnen.
Een van de populairste attracties was het Oceaanpaviljoen, dat na de tentoonstelling werd omgebouwd tot het Oceanário de Lisboa.

## Logo en mascotte
Het logo van de Expo symboliseerde de zee en de zon. Het logo werd ontworpen door Augusto Tavares Dias, en verkozen uit 1288 ontwerpen.
De mascotte voor de tentoonstelling werd ontworpen door schilder António Modesto en beeldhouwer Artur Moreira. Hun ontwerp werd gekozen uit 309 ontwerpen. De naam van de mascotte was Gil, vernoemd naar Gil Eanes. De naam werd verkozen door een student genaamd José Luís Coelho.

## Nasleep
Expo '98 sloot op 30 september 1998. Het terrein van de Expo bleef gesloten voor publiek tot februari 1999. Toen heropende het als "Parque das Nações" (Park der naties). De tuinen, het Oceanário de Lisboa, de observatietoren Torre Vasco da Gama en het Virtual Reality paviljoen bleven  na de tentoonstelling staan in het nieuwe park. Anno 2010 wordt de observatietoren omgebouwd tot hotel. De andere gebouwen werden omgebouwd voor nieuwe doeleinden. Zo werd de hoofdingang omgebouwd tot winkelcentrum.
Het gebied van de tentoonstelling trekt nog jaarlijks 18 miljoen toeristen. Tevens wonen er permanent zo’n 25.000 mensen, en is het een van Lissabons belangrijkste zakencentra.